# Vuelta a Venezuela 2011
La 48ª edición de la Vuelta a Venezuela, se desarrolló desde el 13 al 24 de julio de 2011, transitando por los estados de Monagas, Estado Anzoátegui, Guárico, Aragua, Cojedes, Portuguesa, Lara, Yaracuy, Carabobo y Distrito Capital.
La carrera, que formó parte del calendario UCI America Tour tuvo un recorrido mayormente plano. Fueron 12 etapas, dos de ellas con doble sector, la 4.ª y la 8.ª. El primer sector de la octava fue la contrarreloj individual sobre 12 km. El recorrido inicial preveía pasajes por Punta de Mata, Guanare, Chabasquén y el Santuario de la Virgen de Coromoto, pero debido a las intensas lluvias el recorrido fue cambiado.
El ganador de la clasificación general fue el venezolano Pedro Gutiérrez del equipo Gobernación del Zulia que además venció en la clasificación de los jóvenes.
El colombiano Marvin Angarita fue una de las figuras destacadas al ganar 4 etapas y obtener la clasificación por puntos, mientras que Manuel Medina y Wilmen Bravo ganaron las clasificaciones de la montaña y sprint.

## Equipos participantes
Fueron 29 los equipos que participaron, 23 de Venezuela y 6 extranjeros para totalizar 161 ciclistas al inicio de la competición, finalizando la misma 120.
| - Gobernación del Zulia - Alcaldía de Maracaibo - Gobernación de Carabobo - Transporte Moya - Alcaldía de Barcelona - Alcaldía de Valencia - Lotería del Táchira - Kino Táchira - Cauchos Guayana - Gobernación del Táchira - Fundación Nelson Cabrera - Gobernación de Trujillo - Fundación Olinto Silva - Gobernación de Aragua - Gobernación de Bolívar - Ministerio del Ambiente - Fundación Disjogreca - Selección del Zulia - Cafetín La Mina - Tomas Teresen - Fundadeporte Carabobo - Gobernación de Guárico - Fundesu - Selección de Yaracuy - Alcaldía de Iribarren - Gobernación de Monagas | - Movistar Team Continental - Boyacá Orgullo de América - Tre Colli - Bono del Ciclismo - Selección de Cuba - Selección de República Dominicana - Panavial |

## Etapas
| Etapa | Fecha       | Recorrido                            | km         | Ganador         | Líder           |
| 1.ª   | 13 de julio | Circuito en Temblador                | 87         | Honorio Machado | Honorio Machado |
| 2.ª   | 14 de julio | Temblador - Maturín                  | 126,4      | Marvin Angarita | Honorio Machado |
| 3.ª   | 15 de julio | Jusepín - Aragua de Barcelona        | 187,7      | Xavier Quevedo  | Honorio Machado |
| 4.ª-a | 16 de julio | Circuito en Zaraza                   | 38         | Edgar Fonseca   | Honorio Machado |
| 4.ª-b | 16 de julio | Zaraza - Valle de la Pascua          | 98,2       | Miguel Ubeto    | Miguel Ubeto    |
| 5.ª   | 17 de julio | Chaguaramas - San Juan de los Morros | 185,6      | Honorio Machado | Honorio Machado |
| 6.ª   | 18 de julio | Ortiz - Cagua                        | 147,9      | Wilmen Bravo    | Carlos Linares  |
| 7.ª   | 19 de julio | Tinaquillo - El Playón               | 209,3      | Gil Cordovés    | Carlos Linares  |
| 8.ª-a | 20 de julio | Araure - Araure                      | 11,8 (CRI) | José Chacón     | Carlos Linares  |
| 8.ª-b | 20 de julio | Acarigua - Barquisimeto              | 65,1       | Marvin Angarita | Carlos Linares  |
| 9.ª   | 21 de julio | Barquisimeto - Nirgua (San Vicente)  | 106,4      | Manuel Medina   | Pedro Gutiérrez |
| 10.ª  | 22 de julio | Nirgua - Guacara                     | 126        | Miguel Ubeto    | Pedro Gutiérrez |
| 11.ª  | 23 de julio | Circuito en Valencia                 | 94,4       | Marvin Angarita | Pedro Gutiérrez |
| 12.ª  | 24 de julio | Circuito en Caracas                  | 76,5       | Marvin Angarita | Pedro Gutiérrez |

## Clasificaciones finales

### Clasificación general
| Posición | Ciclista              | Equipo                                  | Tiempo      |
|          | Pedro Gutiérrez       | Gobernación del Zulia                   | 32h 44' 34" |
| 2        | Juan Murillo          | Gobernación del Zulia                   | + 14"       |
| 3        | José Alirio Contreras | Lotería del Táchira                     | + 52"       |
| 4        | Manuel Medina         | Gobernación del Zulia                   | + 1' 05"    |
| 5        | José Chacón           | Lotería del Táchira                     | + 1' 13"    |
| 6        | Carlos Linares        | Gobernación de Carabobo                 | + 1' 18"    |
| 7        | John Nava             | Kino Táchira                            | + 1' 35"    |
| 8        | Yosvang Rojas         | Alcaldía de Valencia                    | + 1' 48"    |
| 9        | José Rujano           | Gobernación del Zulia                   | + 2' 01"    |
| 10       | Darwin Urrea          | Transporte Moya - Alcaldía de Barcelona | + 2' 25"    |

### Clasificación por puntos
| Posición | Ciclista        | Equipo                                             | Puntos |
|          | Marvin Angarita | Movistar Team Continental                          | 173    |
| 2        | Miguel Ubeto    | Lotería del Táchira                                | 160    |
| 3        | Wilmen Bravo    | Fundación Nelson Cabrera - Gobernación de Trujillo | 116    |

### Clasificación de la montaña
| Posición | Ciclista      | Equipo                    | Puntos |
|          | Manuel Medina | Gobernación del Zulia     | 18     |
| 2        | Jhon Nava     | Kino Táchira              | 18     |
| 3        | Carlos Gálviz | Movistar Team Continental | 16     |

### Clasificación de los sprints
| Posición | Ciclista       | Equipo                                             | Puntos |
|          | Wilmen Bravo   | Fundación Nelson Cabrera - Gobernación de Trujillo | 40     |
| 2        | Miguel Ubeto   | Lotería del Táchira                                | 17     |
| 3        | Herberth Rivas | Alcaldía de Maracaibo                              | 14     |

### Clasificación de los jóvenes
| Posición | Ciclista        | Equipo                  | Tiempo      |
|          | Pedro Gutiérrez | Gobernación del Zulia   | 32h 44' 34" |
| 2        | Carlos Linares  | Gobernación de Carabobo | + 1' 18"    |
| 3        | Yosvang Rojas   | Alcaldía de Valencia    | + 1' 48"    |

### Clasificación por equipos
| Posición | Equipo                    | Tiempo      |
|          | Gobernación del Zulia     | 98h 14' 26" |
| 2        | Lotería del Táchira       | + 3' 23"    |
| 3        | Alcaldía de Valencia      | + 4' 57"    |
| 4        | Movistar Team Continental | + 5' 21"    |
| 5        | Boyacá Orgullo de América | + 13' 09"   |